# Pyractonema borealis
Pyractonema borealis is een keversoort uit de familie glimwormen (Lampyridae). De wetenschappelijke naam van de soort werd voor het eerst geldig gepubliceerd in 1838 door Randall.